# Westhoffen
Westhoffen – miejscowość i gmina we Francji, w regionie Grand Est, w departamencie Dolny Ren.
Według danych na rok 1990 gminę zamieszkiwało 1460 osób, a gęstość zaludnienia wynosiła 71 osób/km² (wśród 903 gmin Alzacji Westhoffen plasuje się na 192. miejscu pod względem liczby ludności, natomiast pod względem powierzchni na miejscu 64.).